# Samchreti-Cziprani
Samchreti-Cziprani (ros. Cypran) – wieś w Osetii Południowej, w regionie Dżawa. W 2015 roku liczyła 4 mieszkańców. Pierwotnie dwie wsie, Samchreti-Cziprani i Czrdilo-Cziprani (gruz. ჩრდილო-ჩიფრანი), przez władze faktycznie kontrolującej je Osetii Południowej uznane za jedną miejscowość o nazwie Cypran.